# Strip-tease (film, 1963)
Pour les articles homonymes, voir Strip-tease.
Pour plus de détails, voir Fiche technique et Distribution.
Strip-tease est un film franco-italien réalisé par Jacques Poitrenaud en 1962 et sorti en salles en 1963.

## Synopsis
Une jeune Allemande, Ariane, quitte sa troupe de danse et choisit d'être strip-teaseuse. Elle gagne argent et notoriété. Un riche play-boy, Jean-Loup, s'éprend follement d'elle, en fait sa maîtresse, la comble de cadeaux et de bijoux. Il l'emmène dans le château familial où ses parents vont la « juger ». Il déclare vouloir épouser Ariane, mais montre ses photos de strip-teaseuse, Ariane, révoltée, s'enfuit. Un soir, elle se déshabille en scène et jette à Jean-Loup tous ses bijoux. Elle reprend le chemin difficile mais exaltant de la vraie danse.

## Fiche technique
- Réalisation : Jacques Poitrenaud
- Scénario : Sur une idée de Alain Moury
- Adaptation : Jacques Sigurd, Jacques Poitrenaud
- Dialogues : Jacques Sigurd
- Assistants réalisateur : Tony Aboyantz, Jean-Claude Giuliani
- Images : Robert Lemoigne
- Opérateur : Daniel Diot, assisté de Bernard Noisette et Jean-Claude Gaillard
- Son : Guy Chichignoud
- Perchman : Fernand Sartin
- Montage : Gilbert Natot, assisté de Colette Leloup
- Musique : Serge Gainsbourg - Arrangement d'Alain Goraguer (Éditions musicales Tutti)
- Chanson : Strip-tease, interprétée par Juliette Gréco, paroles et musique de Serge Gainsbourg (chanson publiée sur l'album Juliette Gréco N° 8 Philips B 76.573 R, 1963)
- Fourrures de Marron et bijoux de René Llonguet
- Script-girl : Annie Maurel
- Régisseur général : Jacques Pignier
- Régisseur extérieur : Clément Olivier
- Régisseur adjoint : Jean Rognoni
- Accessoiriste : Maurice Terrasse
- Maquillage : Louis Bonnemaison
- Coiffeur : Marc Blanchard
- Habilleuse : Janine Vergne
- Chorégraphe : Barbara Pearce
- Photographe de plateau : Serge Beauvalet
- Pays d'origine :  France,  Italie
- Production : Lambor Films (France), Champs-Élysées Production (Paris), Variety Films (Rome)
- Chef de production : Jules Borkon
- Directeur de production : Pierre Laurent
- Secrétaire de production : Anne-Marie Cottier
- Administrateur de production : Pierre Saint-Blancat
- Format : Noir et blanc — Son monophonique (Système sonore Optiphone) — 35 mm
- Développement : Laboratoire Franay, LTC Saint-Cloud
- Générique : Jean Fouchet
- Genre : Drame
- Durée : 95 minutes
- Dates de sortie : 
  - Italie : 16 mai 1963
  - France : 29 mai 1963
- Visa d'exploitation : 21456

## Distribution
- Nico : Ariane, la danseuse Allemande
- Dany Saval : Berthe dite « Dodo Volupté »
- Jean Sobieski : Jean-Loup, le riche play-boy
- Darry Cowl : Paul, le directeur du Crazy
- Jean Tissier : Déodat, le peintre
- Serge Gainsbourg : Le pianiste
- Robert Rollis : Le photographe
- Marcel Charvey : Un journaliste
- Jean-Marie Rivière : Son propre rôle
- Françoise Arnoul : Son propre rôle
- Louis Massy : Un photographe
- Renée Passeur : Clara, la riche dame
- Umberto Orsini : Pierre, le metteur en scène
- Yves Barsacq : Le directeur de la troupe
- Jean-Pierre Zola : Le commanditaire
- Jean Ozenne : Le chef de famille
- Alice Cocéa : Une dame
- Robert Blome : Un spectateur
- André Badin : Un spectateur
- Rafa Temporel : Une strip-teaseuse
- Poupée la Rose : Une strip-teaseuse
- Chérie Liberty : Une strip-teaseuse
- Joe Turner : Le pianiste américain (pianiste du piano "Harlem Stride", à ne pas confondre avec Big Joe Turner)
- Nicolas Vogel : Un danseur ami de Jean-Loup (comme Nick Vogel)
- Luciana Vicenzi
- Olga Kostromine
- Norma Dugo
- Monique Vita : une stripteaseuse
- Nadia Safari
- Thierry Thibault
- Jean-Claude Rémoleux : Un spectateur